# 29 ноември
29 ноември е 333-тият ден в годината според григорианския календар (334-ти през високосна година). Остават 32 дни до края на годината.

## Събития
- 1760 г. – Град Детройт е предаден във владение от Франция на Великобритания.
- 1780 г. – След смъртта на императрица Мария Тереза на престола на Свещената римска империя застава нейният син Йозеф II.
- 1787 г. – С едикт на крал Луи XVI във Франция са гарантирани правата за вероизповедание на протестантите.

- 1830 г. – В Полша избухва въстание срещу руското управление, известно като Ноемврийското въстание.
- 1877 г. – Американският изобретател Томас Едисън представя фонографа – предшественика на грамофона.
- 1899 г. – В Каталуния е основан футболният клуб Барселона.
- 1916 г. – Първата световна война: Доминиканската република е окупирана от войски на САЩ, като окупацията на страната продължава до 1924 г.
- 1922 г. – Хауърд Картър отваря гробницата на фараон Тутанкамон за публика.
- 1927 г. – Александър Алехин, руски и френски шахматист, става IV световен шампион по шахмат.
- 1929 г. – Американският пилот адмирал Ричард Бърд извършва първия полет със самолет над Южния полюс.
- 1939 г. – В СССР е издаден указ за насилствено налагане на съветско гражданство за полското малцинство, живеещо на територията на СССР.
- 1945 г. – Създадена е Социалистическа федеративна република Югославия.
- 1947 г. – По искане на ООН територията на Палестина е разделена на 2 части – еврейска и арабска, които по-късно стават отделни държави – Израел и Палестина.
- 1962 г. – Между Франция и Великобритания е подписан договор за съвместно проектиране и производство на самолета Конкорд.
- 1975 г. – Американските бизнесмени Бил Гейтс и Пол Алън създават фирмата Майкрософт.
- 1981 г. – Актрисата Натали Ууд се удавя по време на инцидент в Калифорния.
- 1977 г. – АЕЦ Козлодуй е включен в енергийната мрежа на България.
- 1990 г. – Андрей Луканов е принуден да подаде оставката на правителството под натиска на протестите и стачките, организирани от КТ Подкрепа.
- 1990 г. – Съветът за сигурност на ООН дава съгласието си за използването на военни средства за освобождаване на Кувейт от Иракска окупация.
- 1993 г. – По американския телевизионен канал Кинг Ти Ви е излъчена най-кратката реклама от 4 кадъра и продължителност 0,133 секунди.
- 1987 г. – Севернокорейски агенти поставят бомба в самолета полет 858 на „Кориън Еър“, при което загиват всички 115 пътници и екипаж.
- 1998 г. – Литекс Ловеч побеждава ЦСКА София с рекорден резултат 8:0. Ловешкият клуб нанася най-голямата загуба на ЦСКА в историята на българския футбол.
- 2012 г. – За първи път официално китайските власти, в лицето на Си Дзинпин, употребяват израза „китайска мечта“.
- 2013 г. – Самолетът при полет 470 на „LAM Мозамбик Еърлайнс“ катастрофира в националния парк Буабуата, Намибия при пилотно масово убийство – самоубийство и убива всички 33 души на борда.

## Родени
- 1797 г. – Гаетано Доницети, италиански композитор († 1848 г.)
- 1802 г. – Вилхелм Хауф, германски поет и новелист († 1827 г.)
- 1803 г. – Кристиан Доплер, австрийски математик и физик († 1853 г.)
- 1825 г. – Жан Шарко, френски невролог и професор по анатомична патология († 1893 г.)
- 1832 г. – Луиза Мей Олкът, американска писателка († 1888 г.)
- 1835 г. – Цъси, императрица на Китай († 1908 г.)
- 1839 г. – Лудвиг Анценгрубер, австрийски драматург († 1889 г.)
- 1849 г. – Джон Флеминг, английски физик († 1945 г.)
- 1856 г. – Георгий Плеханов, руски революционер, теоретик на марксизма († 1918 г.)
- 1856 г. – Теобалд фон Бетман-Холвег, германски политик († 1921 г.)
- 1874 г. – Егаш Мониш, португалски неврохирург, Нобелов лауреат през 1949 г. († 1955 г.)
- 1898 г. – Клайв Стейпълс Луис, британски писател, философ и теолог († 1963 г.)
- 1918 г. – Фридрих Йозиас Сакскобургготски, германски благородник († 1998 г.)
- 1925 г. – Ернст Хапел, австрийски футболист и треньор († 1992 г.)
- 1932 г. – Жак Ширак, президент на Франция († 2019 г.)
- 1933 г. – Джон Мейол, британски композитор, пионер в рок музиката
- 1939 г. – Веджди Гьонюл, турски политик
- 1939 г. – Сандро Салвадоре, италиански футболист († 2007 г.)
- 1943 г. – Семра Сар, турска актриса
- 1947 г. – Мирза Хазар, азербайджански писател
- 1948 г. – Мария Стоянова, българска политичка
- 1952 г. – Джеф Фейхи, американски актьор
- 1953 г. – Алекс Грей, американски художник
- 1955 г. – Господин Тонев, български преподавател и преводач († 2021 г.)
- 1957 г. – Кичка Бодурова, българска естрадна певица
- 1958 г. – Лев Псахис, руски шахматист и гросмайстор
- 1959 г. – Младен Влашки, български литературен критик и историк
- 1959 г. – Алма Катцу, американска писателка
- 1962 г. – Андрю Маккарти, американски актьор
- 1964 г. – Дон Чийдъл, американски актьор
- 1971 г. – Стойко Вълчев, български автомобилен състезател
- 1972 г. – Диего Рамос, аржентински актьор
- 1976 г. – Анна Фарис, американска актриса
- 1980 г. – Джанина Гаванкар, американска актриса

## Починали
- 1268 г. – Папа Климент IV (* ок. 1200 г.)
- 1314 г. – Филип IV, крал на Франция (* 1268 г.)
- 1378 г. – Карл IV, император на Свещената римска империя (* 1316 г.)
- 1632 г. – Фридрих V, курфюрст на Пфалц (* 1596 г.)
- 1643 г. – Клаудио Монтеверди, италиански композитор (* 1567 г.)
- 1759 г. – Николас Бернули, швейцарски математик (* 1687 г.)
- 1780 г. – Мария Тереза, императрица на Свещената римска империя (* 1717 г.)
- 1858 г. – Константин Фотинов, български просветен деец (* ок. 1790)
- 1916 г. – Войн Попович, сръбски военен и революционер (* 1881 г.)
- 1922 г. – Илия Кушев, български офицер и революционер (* 1896 г.)
- 1924 г. – Джакомо Пучини, италиански композитор (* 1858 г.)
- 1939 г. – Филип Шайдеман, германски политик, канцлер на Ваймарската република (* 1865 г.)
- 1952 г. – Свен Хедин, шведски изследовател (* 1865 г.)
- 1957 г. – Никола Алексиев, български писател (* 1889 г.)
- 1971 г. – Васил Захариев, български график и изкуствовед (* 1895 г.)
- 1972 г. – Г. М. Димитров, български политик (* 1903 г.)
- 1975 г. – Андон Митов, български лекар (* 1909 г.)
- 1975 г. – Греъм Хил, британски автомобилен състезател (* 1929 г.)
- 1979 г. – Хърбърт Маркс, американски комик (* 1901 г.)
- 1979 г. – Валтер Матиас Дигелман, швейцарски писател (* 1927 г.)
- 1981 г. – Натали Ууд, американска актриса (* 1938 г.)
- 1983 г. – Любомир Киселички, български актьор (* 1932 г.)
- 1986 г. – Кари Грант, американски актьор (* 1904 г.)
- 2001 г. – Джордж Харисън, британски музикант, китарист на рок групата Бийтълс (* 1943 г.)
- 2010 г. – Андрей Баташов, български актьор (* 1965 г.)
- 2010 г. – Бела Ахмадулина, руска поетеса (* 1937 г.)
- 2019 г. – Ясухиро Накасоне, министър-председател на Япония (* 1918 г.)
- 2023 г. – Ивайло Знеполски, български философ, културолог и политик (* 1940 г.)

## Празници
- ООН – Международен ден за солидарност с палестинския народ
- Югославия – Ден на републиката (1945 – 2003)
- Вануату – Ден на единението